# Open Nederlandse kampioenschappen zwemmen 2022
De Open Nederlandse kampioenschappen zwemmen 2022 werden gehouden van 16 tot en met 19 juni 2022 in sportcomplex Amerena in Amersfoort. Deze wedstrijd was onderdeel van het kwalificatietraject, voor de Nederlandse zwemmers, richting de  Europese kampioenschappen zwemmen 2022 in Rome.

## EK-kwalificatie
De KNZB stelde onderstaande limieten vast voor deelname aan de Europese kampioenschappen zwemmen van 2022 in Rome, Italië. Acht mannen en acht vrouwen voldeden reeds aan de kwalificatie-eisen.
Tijdlijn
| Datum                    | Wedstrijd                                      | Plaats                                  |
| ------------------------ | ---------------------------------------------- | --------------------------------------- |
| 24 juli-1 augustus 2021  | Olympischen Zomerspelen 2021                   | Tokio                                   |
| 16-18 december 2021      | Eindhoven Swim Meet 2021                       | Eindhoven                               |
| 8-10 april 2022          | Eindhoven Qualification Meet 2022              | Eindhoven                               |
| 16-19 juni 2022          | Open Nederlandse kampioenschappen zwemmen 2022 | Amersfoort                              |
| 18-25 juni 2022          | Wereldkampioenschappen zwemmen 2022            | Boedapest                               |
| 10 mei 2021-7 april 2022 | Twee wedstrijden naar keuze per sporter        | Twee wedstrijden naar keuze per sporter |

### Senioren
Limieten
| Onderdeel        | Mannen   | Vrouwen  |
| ---------------- | -------- | -------- |
| 50m vrije slag   | 22,18    | 25,04    |
| 100m vrije slag  | 48,77    | 54,25    |
| 200m vrije slag  | 1.47,06  | 1.58,66  |
| 400m vrije slag  | 3.48,15  | 4.10,57  |
| 800m vrije slag  | 7.53,11  | 8.37,90  |
| 1500m vrije slag | 15.04,64 | 16.29,57 |
| 50m rugslag      | 25,17    | 28,22    |
| 100m rugslag     | 54,03    | 1.00,59  |
| 200m rugslag     | 1.58,07  | 2.11,08  |
| 50m schoolslag   | 27,33    | 31,22    |
| 100m schoolslag  | 59,75    | 1.07,43  |
| 200m schoolslag  | 2.10,32  | 2.25,91  |
| 50m vlinderslag  | 23,63    | 26,32    |
| 100m vlinderslag | 51,96    | 58,33    |
| 200m vlinderslag | 1.56,71  | 2.09,21  |
| 200m wisselslag  | 1.59,76  | 2.12,98  |
| 400m wisselslag  | 4.17,48  | 4.43,06  |

Overzicht behaalde EK-limieten
| Onderdeel        | Mannen                       | Mannen          | Vrouwen                                                          | Vrouwen                 |
| Onderdeel        | Naam                         | Tijd            | Naam                                                             | Tijd                    |
| ---------------- | ---------------------------- | --------------- | ---------------------------------------------------------------- | ----------------------- |
| 50m vrije slag   | Thom de Boer Jesse Puts      | 21,75 21,84     | Ranomi Kromowidjojo Femke Heemskerk Valerie van Roon Tessa Giele | 24,29 24,77 24,81 24,96 |
| 100m vrije slag  | Stan Pijnenburg              | 48,53           | Femke Heemskerk Ranomi Kromowidjojo                              | 52,79 53,71             |
| 200m vrije slag  |                              |                 | Marrit Steenbergen                                               | 1.58,30                 |
| 400m vrije slag  |                              |                 |                                                                  |                         |
| 800m vrije slag  |                              |                 |                                                                  |                         |
| 1500m vrije slag |                              |                 |                                                                  |                         |
| 50m rugslag      |                              |                 | Kira Toussaint Tessa Giele                                       | 27,84 28,01             |
| 100m rugslag     |                              |                 | Kira Toussaint Maaike de Waard                                   | 59,09 1.00,03           |
| 200m rugslag     |                              |                 |                                                                  |                         |
| 50m schoolslag   | Arno Kamminga                | 26,90           | Rosey Metz Anne Louise Palmans                                   | 30,78 31,15             |
| 100m schoolslag  | Arno Kamminga                | 57,80           |                                                                  |                         |
| 200m schoolslag  | Arno Kamminga Caspar Corbeau | 2.07,01 2.10,21 |                                                                  |                         |
| 50m vlinderslag  | Thomas Verhoeven             | 23,22           | Tessa Giele Maaike de Waard Kim Busch                            | 25,96 26,04 26,21       |
| 100m vlinderslag | Nyls Korstanje               | 51,54           |                                                                  |                         |
| 200m vlinderslag |                              |                 |                                                                  |                         |
| 200m wisselslag  | Arjan Knipping               | 1.59,44         | Marrit Steenbergen                                               | 2.12,44                 |
| 400m wisselslag  | Arjan Knipping               | 4.15,83         |                                                                  |                         |

### Neo-senioren
De KNZB stelde voor neo-senioren, jongens (2000-2003) en meisjes (2001-2004), onderstaande limieten vast voor deelname aan de Europese kampioenschappen zwemmen van 2022 in Rome, Italië. Vier jongens en zes meisjes voldeden reeds aan deze limieten.
Limieten
| Onderdeel        | Jongens  | Meisjes  |
| ---------------- | -------- | -------- |
| 50m vrije slag   | 22,64    | 25,55    |
| 100m vrije slag  | 49,72    | 55,34    |
| 200m vrije slag  | 1.49,21  | 2.01,04  |
| 400m vrije slag  | 3.52,55  | 4.15,75  |
| 800m vrije slag  | 8.02,51  | 8.48,87  |
| 1500m vrije slag | 15.22,19 | 16.50,95 |
| 50m rugslag      | 25,67    | 28,78    |
| 100m rugslag     | 55,09    | 1.01,82  |
| 200m rugslag     | 2.00,48  | 2.13,81  |
| 50m schoolslag   | 27,88    | 31,87    |
| 100m schoolslag  | 1.00,95  | 1.08,79  |
| 200m schoolslag  | 2.12,77  | 2.28,83  |
| 50m vlinderslag  | 24,12    | 26,89    |
| 100m vlinderslag | 53,00    | 59,51    |
| 200m vlinderslag | 1.59,08  | 2.11,89  |
| 200m wisselslag  | 2.02,17  | 2.15,68  |
| 400m wisselslag  | 4.22,74  | 4.48,96  |

Overzicht behaalde limieten
| Onderdeel        | Mannen                    | Mannen      | Vrouwen                                                            | Vrouwen                         |
| Onderdeel        | Naam                      | Tijd        | Naam                                                               | Tijd                            |
| ---------------- | ------------------------- | ----------- | ------------------------------------------------------------------ | ------------------------------- |
| 50m vrije slag   |                           |             | Sam van Nunen                                                      | 25,42                           |
| 100m vrije slag  |                           |             | Tessa Giele                                                        | 55,15                           |
| 200m vrije slag  | Luc Kroon                 | 1.47,48     | Silke Holkenborg Imani de Jong Janna van Kooten Yara van Kalmthout | 1.58,70 1.58,88 2.00,17 2.01,02 |
| 400m vrije slag  |                           |             | Imani de Jong Silke Holkenborg Janna van Kooten                    | 4.11,77 4.12,37 4.13,75         |
| 800m vrije slag  |                           |             |                                                                    |                                 |
| 1500m vrije slag |                           |             |                                                                    |                                 |
| 50m rugslag      |                           |             |                                                                    |                                 |
| 100m rugslag     |                           |             | Lotte Hosper                                                       | 1.01,35                         |
| 200m rugslag     |                           |             | Lotte Hosper                                                       | 2.12,21                         |
| 50m schoolslag   |                           |             |                                                                    |                                 |
| 100m schoolslag  | Caspar Corbeau            | 1.00,13     | Rosey Metz                                                         | 1.08,00                         |
| 200m schoolslag  |                           |             |                                                                    |                                 |
| 50m vlinderslag  | Kenzo Simons Sean Niewold | 23,74 23,77 |                                                                    |                                 |
| 100m vlinderslag |                           |             | Tessa Giele                                                        | 58,87                           |
| 200m vlinderslag |                           |             |                                                                    |                                 |
| 200m wisselslag  |                           |             |                                                                    |                                 |
| 400m wisselslag  | Thomas Jansen             | 4.20,73     |                                                                    |                                 |

## Medailles
Legenda
- WR = Wereldrecord
- ER = Europees record
- NR = Nederlands record
- CR = Kampioenschapsrecord
- Q = Voldaan aan de EK-limiet
- q = Voldaan aan de EK-limiet voor neo-senioren

### Mannen
| Onderdeel            | Goud                                                                        | Goud      | Zilver                                                                         | Zilver   | Brons                                                                            | Brons    |
| -------------------- | --------------------------------------------------------------------------- | --------- | ------------------------------------------------------------------------------ | -------- | -------------------------------------------------------------------------------- | -------- |
| Vrije slag           |                                                                             |           |                                                                                |          |                                                                                  |          |
| 50 m                 | Kenzo Simons De Dolfijn                                                     | 22,12     | Renzo Tjon-A-Joe De Dolfijn                                                    | 22,15    | Thom de Boer De Dolfijn                                                          | 22,26    |
| 100 m                | Renzo Tjon-A-Joe De Dolfijn                                                 | 48,80     | Luc Kroon Ed-Vo                                                                | 49,92    | Sean Niewold WVZ                                                                 | 49,98    |
| 200 m                | Luc Kroon Ed-Vo                                                             | 1.47,48 q | Ben Schwietert ZPC Amersfoort                                                  | 1.49,24  | Maarten Brzoskowski PSV                                                          | 1.49,60  |
| 400 m                | Luc Kroon Ed-Vo                                                             | 3.52,54   | Lucas Peters Nextline Swimming                                                 | 3.53,77  | Sander Crooijmans VZC                                                            | 3.54,49  |
| 800 m                | Lucas Peters Nextline Swimming                                              | 8.04,50   | Vincent Crooijmans VZC                                                         | 8.12,35  | Sander Crooijmans VZC                                                            | 8.12,58  |
| 1500 m               | Lucas Peters Nextline Swimming                                              | 15.34,32  | Vincent Crooijmans VZC                                                         | 15.38,27 | Sander Crooijmans VZC                                                            | 15.38,54 |
| Rugslag              |                                                                             |           |                                                                                |          |                                                                                  |          |
| 50 m                 | Niels Dijkshoorn ZVVS                                                       | 25,95     | Kenzo Simons De Dolfijn                                                        | 26,25    | Austin Namesnik ZPC Amersfoort                                                   | 26,40    |
| 100 m                | Austin Namesnik ZPC Amersfoort                                              | 56,29     | Niels Dijkshoorn ZVVS                                                          | 56,45    | Raf Hendriks Hellas-Glana                                                        | 56,58    |
| 200 m                | Raf Hendriks Hellas-Glana                                                   | 2.00,75   | Niels Dijkshoorn ZVVS                                                          | 2.01,40  | Thomas Jansen WVZ                                                                | 2.05,09  |
| Schoolslag           |                                                                             |           |                                                                                |          |                                                                                  |          |
| 50 m                 | Kingue Struijf De Dolfijn                                                   | 28,35     | Ties Elzerman De Dolfijn                                                       | 28,52    | Ensger Kotterink Feijenoord Albion ZC                                            | 28,71    |
| 100 m                | Ivo Kroes Azuro                                                             | 1.01,56   | Steijn Louter PSV                                                              | 1.02,94  | Lucas Greven Hellas-Glana                                                        | 1.02,99  |
| 200 m                | Ivo Kroes Azuro                                                             | 2.12,97   | Lucas Greven Hellas-Glana                                                      | 2.18,70  | Noah de Schryver De Dolfijn                                                      | 2.18,87  |
| Vlinderslag          |                                                                             |           |                                                                                |          |                                                                                  |          |
| 50 m                 | Sean Niewold WVZ                                                            | 24,03     | Kenzo Simons De Dolfijn                                                        | 24,14    | Mathys Goosen De Dolfijn                                                         | 24,36    |
| 100 m                | Sean Niewold WVZ                                                            | 54,05     | Michael Smink Blue Marlins (SG)                                                | 54,42    | Tim Korstanje Aqua Novio '94                                                     | 54,72    |
| 200 m                | Thomas Jansen WVZ                                                           | 2.01,59   | Niels de Boer Hellas-Glana                                                     | 2.02,91  | Michael Smink Blue Marlins (SG)                                                  | 2.05,34  |
| Wisselslag           |                                                                             |           |                                                                                |          |                                                                                  |          |
| 200 m                | Thomas Jansen WVZ                                                           | 2.05,49   | Lars Verhalle PSV                                                              | 2.06,54  | Yanieck Weijland Blue Marlins (SG)                                               | 2.08,06  |
| 400 m                | Thomas Jansen WVZ                                                           | 4.27,13   | Yanieck Weijland Blue Marlins (SG)                                             | 4.29,79  | Lars Verhalle PSV                                                                | 4.36,33  |
| Vrije slag estafette |                                                                             |           |                                                                                |          |                                                                                  |          |
| 4×100 m              | De Dolfijn 1 Kenzo Simons Renzo Tjon-A-Joe Tim Hoogerwerf Jesse van der A   | 3.20,43   | ZPC Amersfoort 1 Ben Schwietert Merlin Belmon Koen Marsman Austin Namesnik     | 3.24,12  | Blue Marlins (SG) 1 Brandon van den Berg Jeroen Baars Jay de Vries Michael Smink | 3.24,41  |
| 4×200 m              | PSV 1 Luuk van Rooij Lleyton Plattel Lars Verhalle Maarten Brzoskowski      | 7.34,65   | ZPC Amersfoort 1 Merlin Belmon Koen Marsman Austin Namesnik Niels Christoffels | 7.40,56  | De Dolfijn 1 Bart Sommeling Tim Hoogerwerf Joep Hoogerwerf Mathys Goosen         | 7.43,33  |
| Wisselslagestafette  |                                                                             |           |                                                                                |          |                                                                                  |          |
| 4×100 m              | Hellas-Glana 1 Raf Hendriks Lucas Greven Niels de Boer Lars van der Haijden | 3.45,86   | De Dolfijn 1 Joep Hoogerwerf Noah de Schryver Tim Hoogerwerf Jesse van der A   | 3.46,07  | PSV 1 Tom Donker Steijn Louter Tiago Fonseca Gomes Luuk van Rooij                | 3.47,91  |

### Vrouwen
| Onderdeel            | Goud                                                                       | Goud      | Zilver                                                                 | Zilver    | Brons                                                                          | Brons     |
| -------------------- | -------------------------------------------------------------------------- | --------- | ---------------------------------------------------------------------- | --------- | ------------------------------------------------------------------------------ | --------- |
| Vrije slag           |                                                                            |           |                                                                        |           |                                                                                |           |
| 50 m                 | Sam van Nunen PSV                                                          | 25,42 q   | Milou van Wijk WVZ                                                     | 25,68     | Britta Koehorst WVZ                                                            | 25,74     |
| 100 m                | Sam van Nunen PSV                                                          | 55,58     | Elise Hardeman ZPC Amersfoort                                          | 55,96     | Janna van Kooten DZ&PC                                                         | 56,15     |
| 200 m                | Silke Holkenborg VZC                                                       | 2.00,08 q | Janna van Kooten DZ&PC                                                 | 2.00,17 q | Imani de Jong De Dolfijn                                                       | 2.00,81 q |
| 400 m                | Janna van Kooten DZ&PC                                                     | 4.13,75 q | Imani de Jong De Dolfijn                                               | 4.15,06 q | Silke Holkenborg VZC                                                           | 4.15,97   |
| 800 m                | Serena Stel De Dolfijn                                                     | 8.46,54   | Imani de Jong De Dolfijn                                               | 8.49,59   | Janna van Kooten DZ&PC                                                         | 8.51,73   |
| 1500 m               | Imani de Jong De Dolfijn                                                   | 16.52,71  | Serena Stel De Dolfijn                                                 | 16.59,08  | Marte Hieke van der Kamp ZC Orca                                               | 17.33,35  |
| Rugslag              |                                                                            |           |                                                                        |           |                                                                                |           |
| 50 m                 | Tessa Vermeulen De Dolfijn                                                 | 28,81     | Elise Tanis De Dolfijn                                                 | 29,15     | Lieke Oude Lenferink WS Twente                                                 | 29,23     |
| 100 m                | Lotte Hosper Racing Club                                                   | 1.01,35 q | Lieke Oude Lenferink WS Twente                                         | 1.02,11   | Tessa Vermeulen De Dolfijn                                                     | 1.02,52   |
| 200 m                | Lotte Hosper Racing Club                                                   | 2.12,21 q | Lieke Oude Lenferink WS Twente                                         | 2.15,34   | Tessa Vermeulen De Dolfijn                                                     | 2.15,57   |
| Schoolslag           |                                                                            |           |                                                                        |           |                                                                                |           |
| 50 m                 | Rosey Metz WVZ                                                             | 30,94 Q   | Anne Louise Palmans WVZ                                                | 31,33     | Lynn Blommers Blue Marlins (SG)                                                | 32,02     |
| 100 m                | Rosey Metz WVZ                                                             | 1.09,21   | Anne Louise Palmans WVZ                                                | 1.09,29   | Madelijne Schothans De Dinkel                                                  | 1.09,92   |
| 200 m                | Kim Jansen van Galen PSV                                                   | 2.34,17   | Madelijne Schothans De Dinkel                                          | 2.34,29   | Djanilla Brink De Dolfijn                                                      | 2.38,04   |
| Vlinderslag          |                                                                            |           |                                                                        |           |                                                                                |           |
| 50 m                 | Nienke Jonk PSV                                                            | 27,06     | Britta Koehorst WVZ                                                    | 27,19     | Kinge Zandringa De Dolfijn                                                     | 27,55     |
| 50 m                 | Nienke Jonk PSV                                                            | 27,06     | Britta Koehorst WVZ                                                    | 27,19     | Elinore de Jong Blue Marlins (SG)                                              | 27,55     |
| 100 m                | Femke Spiering VZC                                                         | 1.01,03   | Elise Tanis De Dolfijn                                                 | 1.01,40   | Nienke Jonk PSV                                                                | 1.01,51   |
| 200 m                | Femke Spiering VZC                                                         | 2.15,28   | Evy Roozeboom DAW                                                      | 2.19,79   | Alinda Dingshoff ZPC Hoogeveen                                                 | 2.21,01   |
| Wisselslag           |                                                                            |           |                                                                        |           |                                                                                |           |
| 200 m                | Lotte Hosper Racing Club                                                   | 2.16,66   | Silke Holkenborg VZC                                                   | 2.17,09   | Elise Tanis De Dolfijn                                                         | 2.18,15   |
| 400 m                | Lotte Hosper Racing Club                                                   | 4.49,39   | Alinda Dingshoff ZPC Hoogeveen                                         | 5.04,10   | Merel Schravendijk Blue Marlins (SG)                                           | 5.05,07   |
| Vrije slag estafette |                                                                            |           |                                                                        |           |                                                                                |           |
| 4×100 m              | De Dolfijn 1 Silke Huisman Tessa Vermeulen Amber Celie Serena Stel         | 3.49,20   | PSV 1 Anna van Droffelaar Janne Slegers Manon Ritten Sam van Nunen     | 3.50,16   | ZPC Amersfoort 1 Rosalie Reef Pippa van 't Land Sterre Mooiweer Elise Hardeman | 3.50,30   |
| 4×200 m              | De Dolfijn 1 Serena Stel Silke Huisman Tessa Vermeulen Tamara Grove        | 8.20,04   | VZC 1 Marjolein Delno Kirsten Verhalle Bridget Vermeer Femke Spiering  | 8.29,62   | PSV 1 Janne Slegers Kim Jansen van Galen Manon Ritten Zanthe Janssen           | 8.40,41   |
| Wisselslagestafette  |                                                                            |           |                                                                        |           |                                                                                |           |
| 4×100 m              | De Dolfijn 1 Tessa Vermeulen Silke Huisman Elise Tanis Femke Hoppenbrouwer | 4.11,45   | WVZ 1 Marit Huisman Anne Louise Palmans Britta Koehorst Milou van Wijk | 4.15,09   | VZC 1 Silke Holkenborg Marjolein Delno Femke Spiering Kirsten Verhalle         | 4.15,83   |

### Gemengd
| Onderdeel            | Goud                                                                           | Goud    | Zilver                                                                          | Zilver  | Brons                                                                | Brons   |
| -------------------- | ------------------------------------------------------------------------------ | ------- | ------------------------------------------------------------------------------- | ------- | -------------------------------------------------------------------- | ------- |
| Vrije slag estafette |                                                                                |         |                                                                                 |         |                                                                      |         |
| 4×100 m              | De Dolfijn 1 Renzo Tjon-A-Joe Tim Hoogerwerf Silke Huisman Femke Hoppenbrouwer | 3.32,41 | ZPC Amersfoort 1 Austin Namesnik Merlin Belmon Pippa van 't Land Elise Hardeman | 3.34,66 | PSV 1 Lars Verhalle Tom Donker Janne Slegers Manon Ritten            | 3.40,52 |
| Wisselslagestafette  |                                                                                |         |                                                                                 |         |                                                                      |         |
| 4×100 m              | ZPC Amersfoort 1 Sterre Mooiweer Kasper Leeuw Austin Namesnik Elise Hardeman   | 3.56,68 | De Dolfijn 1 Joep Hoogerwerf Noah de Schryver Kinge Zandringa Silke Huisman     | 3.59,53 | PSV 1 Tom Donker Anna van Droffelaar Tiago Fonseca Gomes Nienke Jonk | 4.03,33 |